# Misilmeri
Misilmeri – miejscowość i gmina we Włoszech, w regionie Sycylia, w prowincji Palermo.
Według danych na rok 2004 gminę zamieszkiwało 22 950 osób, 332,6 os./km².